# سان سباستیان
سن سباستین (اسپانیایی: San Sebastián) مرکز استان گوئیپوسکوای اسپانیا است. جمعیت آن ۱۸۲٬۹۳۰ نفر و مساحتش ۶۱ کیلومتر مربع است. این شهر که در شمال باسک و در قسمت ساحل جنوبی خلیج کوچک بیزکی هست، در فاصله حدوداً صد کیلومتری شهر بیلبائو قرار گرفته و صاحب یکی از معروفترین ساحل‌های اروپاست.

## شانه باد
در طرف مقابل ساحل سن سباستین یعنی سمتی که شهر کوچک Igeldo بر روی کوه Igeldo واقع شده، در کوهپایه و محل برخورد موج‌های دریا به کوه، سازه‌ای طراحی شده به نام «شانه باد» که باد حاصل از برخورد امواج دریا به کوه را به نحوی شانه کرده و به بالا هدایت می‌کند. سمبلی از شانه باد توسط Eduardo Chillida نیز تراشیده شده که از شهره خاصی برخوردار است. هر چند ثانیه فضای هیجان انگیزی به واسطه حرکت موج‌ها که بدنبالش باد با وزش تندی از دریچه‌های زمینی آن خارج می‌شود، به وجود می‌آید.

## فرهنگ
فستیوال فیلم سن سباستین:
سن سباستین در ایران را شاید بخاطر فستیوال بین‌المللی فیلم سن سباستین که در سپتامبر برگزار می‌شود می‌شناسند و در همین حال، شهر سن سباستین یکی از کاندیداهای دریافت عنوان "پایتخت فرهنگی اروپا ۲۰۱۶" در نظر گرفته شده و بخش‌های مختلف این شهر به همراه روستاهای اطرافش که بعضاً در کوه قرار گرفته، جلوه خاص و زیبایی به این شهر بخشیده‌است.

## اقتصاد
آکواریوم سن سباستین:

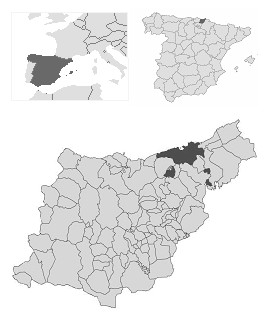
سن سباستین

آکواریوم سن سباستین به همراه آکواریوم بارسلونا جزء معروفترین‌ها در اسپانیا و اروپا محسوب می‌شوند و جانوران بدیع دریایی در آن از همه نوع و قسم دیده می‌شود. علاوه بر آن، طراحی و معماری داخلی آکواریم در نوع خودش بی‌نظیر محسوب می‌شود. از زیباترین بخش آکواریم می‌توان به راهروی شیشه‌ای اون اشاره کرد که از همه جهات امکان به تماشا نشستن دنیای زیبای زیر دریاها در این راهرو وجود دارد.

## ورزش
رئال سوسیداد
همیشه مردم بیلبائو و سن سباستین در یک حس رقابت سازنده با هم قرار داشته‌اند و تا آنجایی که ممکن بوده، سعی کرده‌اند تا از هم در هر زمینه پیشی بگیرند. به همین دلیل هم اگر به عنوان مثال بیلبائو در فوتبال نام «اتلتیک» را به یدک کشیده‌است، سن سباستین هم تیم «رئال سوسیداد» رو معرفی کرده که یکی از تیم‌های پایه‌گذار لالیگای اسپانیا بوده‌است.